# Maria Benigna Francesca di Sassonia-Lauenburg
Maria Benigna Francesca di Sassonia-Lauenburg (Ratisbona, 10 luglio 1635 – Vienna, 1º dicembre 1701) è stata una nobile sassone.

## Biografia
Era figlia di Giulio Enrico di Sassonia-Lauenburg, duca di Sassonia-Lauenburg dal 1656 al 1665, e della sua terza moglie Anna Maddalena di Lobkowicz.

## Matrimonio
Sposò il 4 giugno 1651 il principe Ottavio Piccolomini, duca di Amalfi e generale al servizio del Sacro Romano Impero.
Dal matrimonio con Piccolomini non nacquero figli e i titoli del marito, alla sua morte, passarono al fratello. Da vedova si ritrovò coperta di debiti accumulati dal marito ma nel 1684 ottenne il governo della tenuta di Neudeck.
Maria Benigna morì nel lasciando una biblioteca di grande valore, il cosiddetto Troilo-Biblioteca Piccolomini, che era già stato creato dal padre.

## Ascendenza
|                                                  |                                             |                                                                             | Genitori                                                       |  |  | Nonni |  |  | Bisnonni                                      |  |  | Trisnonni                                     |  |
|                                                  |                                             |                                                                             |                                                                |  |  |       |  |  | 8. Francesco I, IX duca di Sassonia-Lauenburg |  |  | 16. Magnus I, VIII duca di Sassonia-Lauenburg |  |
|                                                  |                                             |                                                                             |                                                                |  |  |       |  |  | 8. Francesco I, IX duca di Sassonia-Lauenburg |  |  | 16. Magnus I, VIII duca di Sassonia-Lauenburg |  |
|                                                  |                                             | 17. Caterina di Brunswick-Wolfenbüttel                                      |                                                                |  |  |       |  |  | 8. Francesco I, IX duca di Sassonia-Lauenburg |  |  |                                               |  |
| 4. Francesco II, X duca di Sassonia-Lauenburg    |                                             |                                                                             |                                                                |  |  |       |  |  | 8. Francesco I, IX duca di Sassonia-Lauenburg |  |  |                                               |  |
|                                                  |                                             | 9. Sibilla di Sassonia                                                      | 18. Enrico IV, X duca di Sassonia                              |  |  |       |  |  |                                               |  |  |                                               |  |
|                                                  |                                             | 9. Sibilla di Sassonia                                                      | 18. Enrico IV, X duca di Sassonia                              |  |  |       |  |  |                                               |  |  |                                               |  |
|                                                  |                                             | 9. Sibilla di Sassonia                                                      | 19. Caterina di Meclemburgo-Schwerin                           |  |  |       |  |  |                                               |  |  |                                               |  |
| 2. Giulio Enrico, XII duca di Sassonia-Lauenburg |                                             | 9. Sibilla di Sassonia                                                      |                                                                |  |  |       |  |  |                                               |  |  |                                               |  |
|                                                  |                                             | 10. Giulio, X principe di Brunswick-Wolfenbüttel e VI principe di Calenberg | 20. Enrico V, IX principe di Brunswick-Wolfenbüttel            |  |  |       |  |  |                                               |  |  |                                               |  |
|                                                  |                                             | 10. Giulio, X principe di Brunswick-Wolfenbüttel e VI principe di Calenberg | 20. Enrico V, IX principe di Brunswick-Wolfenbüttel            |  |  |       |  |  |                                               |  |  |                                               |  |
|                                                  |                                             | 10. Giulio, X principe di Brunswick-Wolfenbüttel e VI principe di Calenberg | 21. Maria di Württemberg-Mömpelgard                            |  |  |       |  |  |                                               |  |  |                                               |  |
| 5. Maria di Brunswick-Wolfenbüttel               |                                             | 10. Giulio, X principe di Brunswick-Wolfenbüttel e VI principe di Calenberg |                                                                |  |  |       |  |  |                                               |  |  |                                               |  |
|                                                  |                                             | 11. Edvige di Brandeburgo                                                   | 22. Gioacchino II, XII principe elettore di Brandeburgo (= 12) |  |  |       |  |  |                                               |  |  |                                               |  |
|                                                  |                                             | 11. Edvige di Brandeburgo                                                   | 22. Gioacchino II, XII principe elettore di Brandeburgo (= 12) |  |  |       |  |  |                                               |  |  |                                               |  |
|                                                  |                                             | 11. Edvige di Brandeburgo                                                   | 23. Edvige di Polonia                                          |  |  |       |  |  |                                               |  |  |                                               |  |
| 1. Maria Benigna Francesca di Sassonia-Lauenburg |                                             | 11. Edvige di Brandeburgo                                                   |                                                                |  |  |       |  |  |                                               |  |  |                                               |  |
|                                                  | 12. Ulderico Felice, I signore di Lobkowicz | 24. Cristoforo di Lobkowicz                                                 |                                                                |  |  |       |  |  |                                               |  |  |                                               |  |
|                                                  | 12. Ulderico Felice, I signore di Lobkowicz | 24. Cristoforo di Lobkowicz                                                 |                                                                |  |  |       |  |  |                                               |  |  |                                               |  |
|                                                  | 12. Ulderico Felice, I signore di Lobkowicz | 25. Anna di Biberstein                                                      |                                                                |  |  |       |  |  |                                               |  |  |                                               |  |
| 6. Guglielmo, I barone di Lobkowicz              | 12. Ulderico Felice, I signore di Lobkowicz |                                                                             |                                                                |  |  |       |  |  |                                               |  |  |                                               |  |
|                                                  |                                             | 13. Anna Elisabetta di Hradce                                               | 26. Gioacchino di Hradce                                       |  |  |       |  |  |                                               |  |  |                                               |  |
|                                                  |                                             | 13. Anna Elisabetta di Hradce                                               | 26. Gioacchino di Hradce                                       |  |  |       |  |  |                                               |  |  |                                               |  |
|                                                  |                                             | 13. Anna Elisabetta di Hradce                                               | 27. Anna Elisabetta di Rozmberka                               |  |  |       |  |  |                                               |  |  |                                               |  |
| 3. Anna Maddalena di Lobkowicz                   |                                             | 13. Anna Elisabetta di Hradce                                               |                                                                |  |  |       |  |  |                                               |  |  |                                               |  |
|                                                  |                                             | 14. Adamo Abele di Lobkowicz                                                | 28. Venceslao di Lobkowicz                                     |  |  |       |  |  |                                               |  |  |                                               |  |
|                                                  |                                             | 14. Adamo Abele di Lobkowicz                                                | 28. Venceslao di Lobkowicz                                     |  |  |       |  |  |                                               |  |  |                                               |  |
|                                                  |                                             | 14. Adamo Abele di Lobkowicz                                                | 29. Benigna di Wietmühle                                       |  |  |       |  |  |                                               |  |  |                                               |  |
| 7. Caterina Benigna di Lobkowicz                 |                                             | 14. Adamo Abele di Lobkowicz                                                |                                                                |  |  |       |  |  |                                               |  |  |                                               |  |
|                                                  |                                             | 15. Margherita di Mollart                                                   | 30. Pietro di Mollart                                          |  |  |       |  |  |                                               |  |  |                                               |  |
|                                                  |                                             | 15. Margherita di Mollart                                                   | 30. Pietro di Mollart                                          |  |  |       |  |  |                                               |  |  |                                               |  |
|                                                  |                                             | 15. Margherita di Mollart                                                   | 31. Anna di Czastlamp                                          |  |  |       |  |  |                                               |  |  |                                               |  |
|                                                  |                                             | 15. Margherita di Mollart                                                   |                                                                |  |  |       |  |  |                                               |  |  |                                               |  |